# 아이치현 제1구
아이치현 제1구(愛知県 第1区)는 일본의 중의원 선거구이다. 1994년 공직선거법으로 신설되었다.
이 선거구는 아이치 현청와 나고야 시청이 위치해 있어서 나고야시의 중심지이기도 하다.

## 지역
- 나고야시
  - 나카구 (나고야시)
  - 니시구 (나고야시)
  - 기타구 (나고야시)
  - 히가시구 (나고야시)

## 역대 중의원 의원
- 나카무라 다카시 (소속 정당: 신진당→민주당, 임기: 1996년 ~ 2009년)
- 사토 요코 (소속 정당: 민주당, 임기: 2009년 ~ 2012년)
- 쿠마다 히로미치 (소속 정당: 자유민주당, 임기: 2012년 ~ 현재)